# 小林紘二郎
小林 紘二郎（こばやし こうじろう、1942年8月10日 - ）は、日本の工学者。大阪大学名誉教授。専門は、材料プロセシング、材料科学。
工学博士（京都大学、1976年）（学位論文「アルミニウム－けい素合金の共晶凝固現象に関する研究」）。

## 経歴
- 1962年 - 福井県立藤島高等学校卒業
- 1963年 - 京都大学工学部金属加工学科入学
- 1967年 - 京都大学大学院工学研究科金属加工学専攻修士課程入学
- 1969年 - 京都大学大学院工学研究科金属加工学専攻博士課程進学（9月30日退学）京都大学工学部金属加工学科助手に任ぜられる（10月1日付）
- 1978年 - オーストラリア・クイーンズランド大学客員研究員（15カ月）
- 1982年 - 京都大学工学部金属加工学科助教授
- 1989年 - 大阪大学工学部生産加工工学科教授
- 1997年 - 大阪大学大学院工学研究科生産科学専攻教授